# Krzysztof Kiljan
Krzysztof Kiljan (* 30. Dezember 1999 in Białystok) ist ein polnischer Leichtathlet, der sich auf den 110-Meter-Hürdenlauf spezialisiert hat.

## Sportliche Laufbahn
Erste internationale Erfahrungen sammelte Krzysztof Kiljan im Jahr 2021, als er bei den Halleneuropameisterschaften in Toruń über 60 m Hürden bis in das Halbfinale gelangte und dort mit 7,84 s ausschied. Anfang Mai wurde er bei den World Athletics Relays in Chorzów in 56,68 s Zweiter in der Hürden-Pendelstaffel hinter dem Team aus Deutschland und stellte damit eine neue nationale Bestleistung auf. Anschließend schied er bei den U23-Europameisterschaften in Tallinn mit 14,01 s im Halbfinale über 110 m Hürden aus und 2023 belegte er bei den Halleneuropameisterschaften in Istanbul in 7,63 s den sechsten Platz über 60 m Hürden. Im Juni wurde er bei der 1. Liga der Team-Europameisterschaft im Rahmen der Europaspiele in Chorzów in 13,72 s Achter über 110 m Hürden und im August gewann er bei den World University Games in Chengdu in 13,55 s die Bronzemedaille hinter dem Japaner Ken Toyoda und Ning Xiaohan aus der Volksrepublik China. Kurz darauf schied er bei den Weltmeisterschaften in Budapest mit 14,09 s in der ersten Runde aus. Im Jahr darauf schied er bei den Hallenweltmeisterschaften in Glasgow mit 7,66 s im Semifinale über 60 m Hürden aus. Im Juni kam er bei den Europameisterschaften in Rom im Halbfinale nicht ins Ziel. Anschließend schied er bei den Olympischen Sommerspielen in Paris mit 13,73 s in der Hoffnungsrunde aus.
2025 erreichte er bei den Halleneuropameisterschaften in Apeldoorn das Halbfinale über 60 m Hürden und schied dort mit 7,62 s aus, wie auch bei den Hallenweltmeisterschaften kurz darauf in Nanjing mit 7,68 s.

## Persönliche Bestzeiten
- 110 m Hürden: 13,43 s (0,0 m/s), 17. Juni 2023 in Warschau
  - 60 m Hürden (Halle): 7,57 s, 8. Februar 2025 in Łódź